# Nature Catalysis
Nature Catalysis è una rivista scientifica mensile di chimica (in particolare nell'ambito della catalisi) sottoposta a revisione paritaria e pubblicata dalla Nature Portfolio. È stata fondata nel 2018. Il caporedattore è Davide Esposito.

## Indicizzazione
Gli abstract e gli articoli della rivista sono indicizzati da:
- Compendex
- Science Citation Index Expanded
- Scopus

Secondo il Journal Citation Reports, nel 2023 Nature Catalysis ha ricevuto un fattore di impatto pari a 42.8, posizionandosi al terzo posto fra le riviste delle categoria di chimica e fisica.